# Harsewinkel
Harsewinkel est une ville de Rhénanie-du-Nord-Westphalie (Allemagne), située dans l'arrondissement de Gütersloh, dans le district de Detmold, dans le Landschaftsverband de Westphalie-Lippe, située sur l'Ems.
Elle héberge notamment le siège social de l'entreprise Claas.

## Histoire
| Appartenances historiques Principauté épiscopale de Münster 1180-1802 Royaume de Prusse 1802-1806 Grand-duché de Berg 1806-1811 Empire français (Lippe) 1811-1814 Royaume de Prusse (Province de Westphalie) 1815-1918 République de Weimar 1918-1933 Reich allemand 1933-1945 Allemagne occupée 1945-1949 Allemagne 1949-présent |

## Personnalités
- Adrian Wewer (1836-1914), franciscain architecte

### Jumelages
- Les Andelys (France)